# 尖齿鳄属
尖齒鱷（學名：Centemodon）意為「尖的牙齒」，可能屬於植龍目，生存於三疊紀晚期的北美洲。目前的狀態為疑名。